# Rostania
Rostania is een geslacht van korstmossen behorend tot de familie Collemataceae. De typesoort is Rostania quadrata.

## Soorten
Volgens Index Fungorum bevat het geslacht vijf soorten (peildatum januari 2023):
| Soortnaam              | Auteur(s)                                     | Publicatiejaar |
| ---------------------- | --------------------------------------------- | -------------- |
| Rostania ceranisca     | (Nyl.) Otálora, P.M. Jørg. & Wedin            | 2013           |
| Rostania coccophylla   | (Nyl.) Otálora, P.M. Jørg. & Wedin            | 2013           |
| Rostania laevispora    | (Swinscow & Krog) Otálora, P.M. Jørg. & Wedin | 2013           |
| Rostania multipunctata | (Degel.) Otálora, P.M. Jørg. & Wedin          | 2013           |
| Rostania occultata     | (Bagl.) Otálora, P.M. Jørg. & Wedin           | 2013           |